# Przejście izomeryczne
Przejście izomeryczne – przejście nuklidu metastabilnego (izomeru jądrowego) na drodze emisji promieniowania gamma lub konwersji wewnętrznej.
Podczas takiego przejścia zmienia się tylko stan energetyczny pierwiastka. Przykładem takiego przejścia (z emisją kwantu promieniowania gamma) jest deekscytacja 99mTc do 99Tc.